# Didyma

Karta över milesiska bukten med Didyma utmärkt

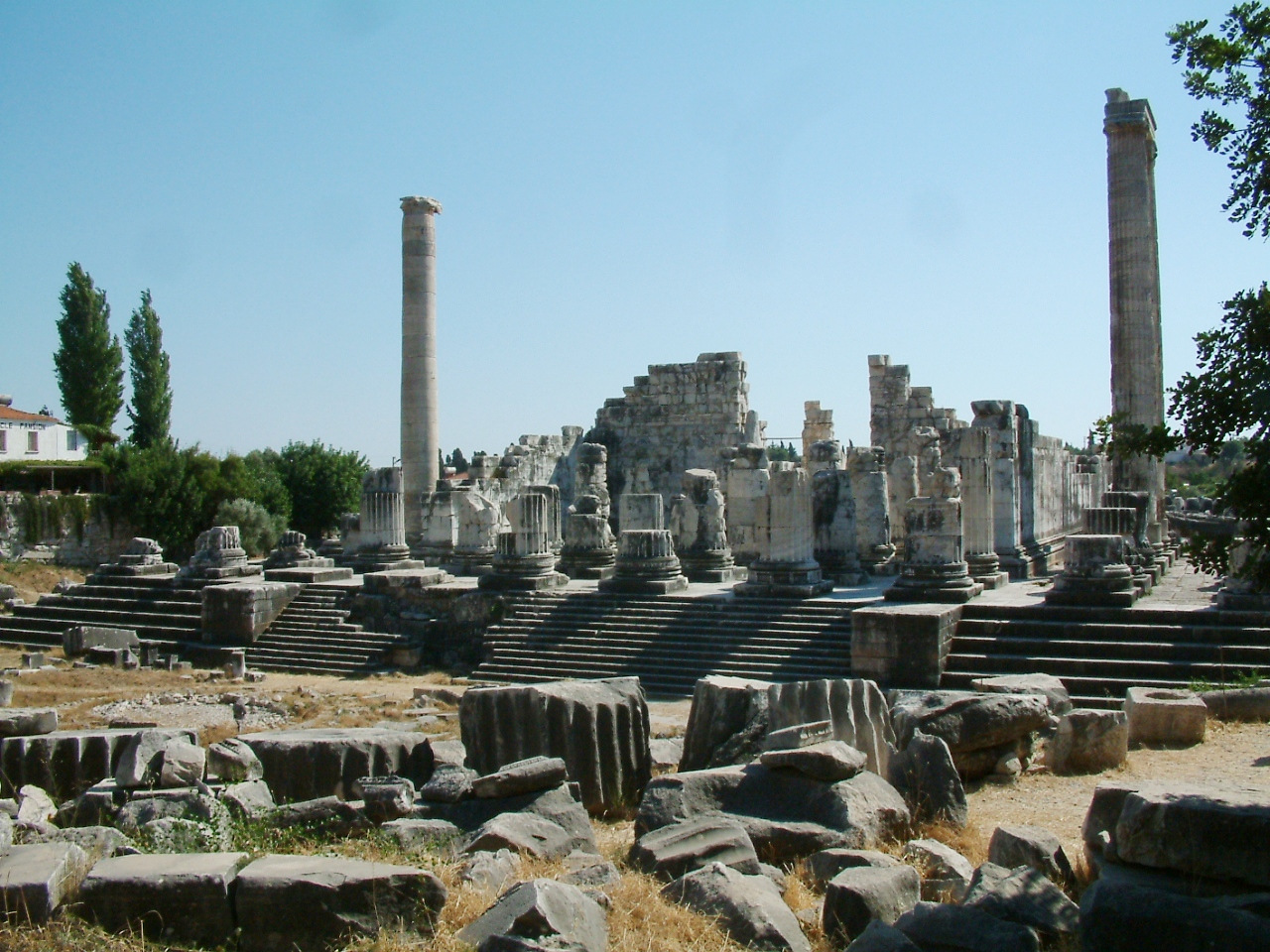
Didymaion, Didim

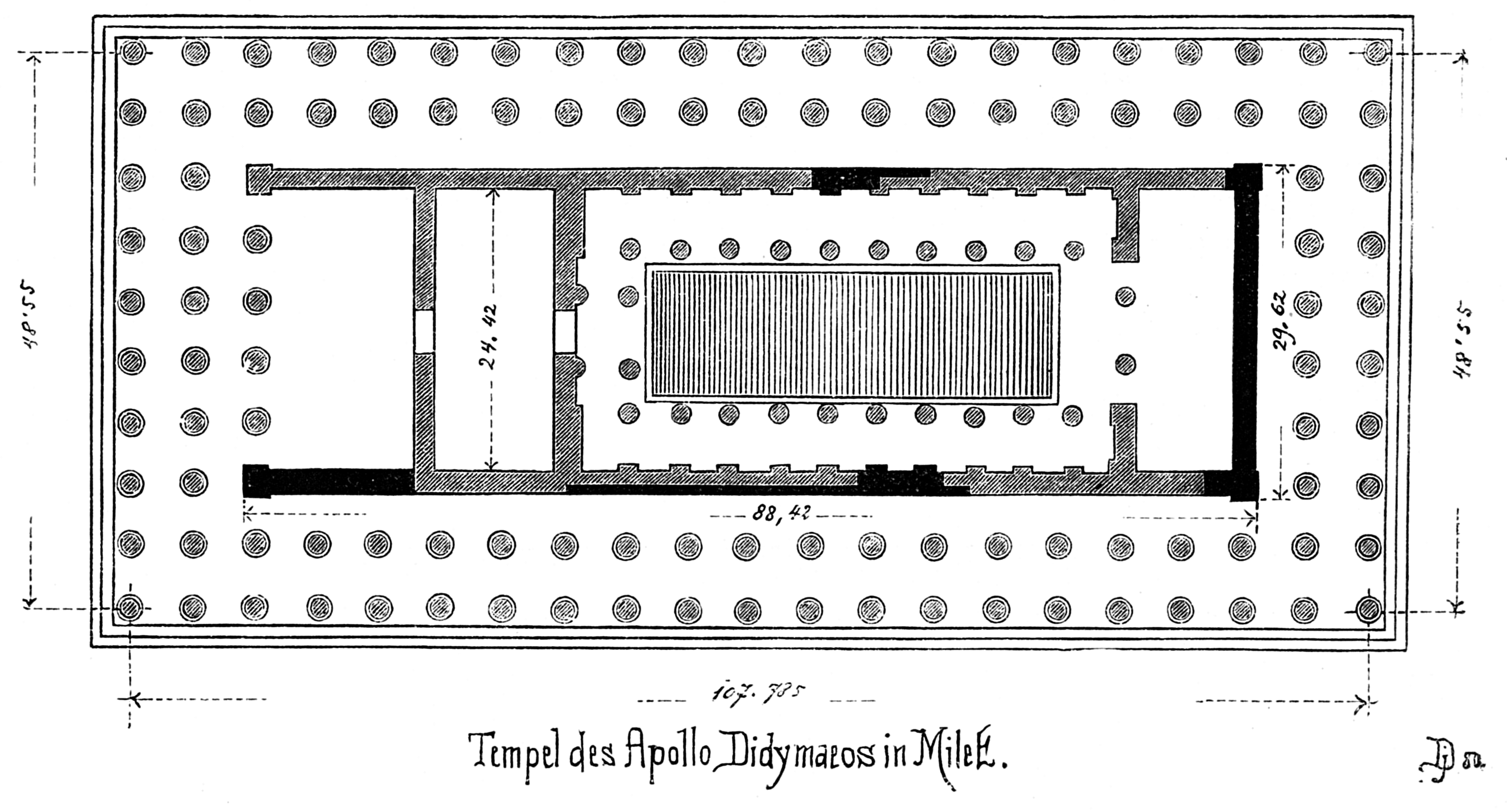
Grundplan av templet

Didyma var en antik jonisk stad i närheten av Miletos i Mindre Asien, nuvarande Didim i Turkiet. Staden grundades strax utanför den helgedom, som bestod av ett grekiskt tempel och ett Apollonorakel, kallat Didymaion.  Näst efter Delfi var Didyma det mest berömda oraklet i den hellenistiska världen, första gången omnämnt i Homeros hymn till Apollon., men detta var innan läskunnigheten eller kolonisationen hade nått Ionien. Branchidaeprästernas mytologiska ursprung, skapat för att placera Didyma i den hellenistiska traditionen, går tillbaka till den hellenistiska traditionen För att ta sig till platsen brukade besökare ta den Heliga vägen till Didyma. De sista två kilometerna kantades den Heliga vägen av statyer av familjemedlemmar ur Branchidaeätten, både manliga och kvinnliga.

## Namnet
På grekiska betyder didyma "tvilling", men ortnamnet är av kariskt ursprung. Grekiska och romerska författare kämpade för att kunna passa ihop namnet Didyma med "tvilling"-tempel — vilket inte fanns på denna plats — eller med tempel tillägnade tvillingarna Apollon och Artemis, för vilka Didyma ganska sent blev ett kultcenter, eller möjligen, som Wilamowitz föreslagit, lyckas finna något samband med Kybele Dindymene, "Kybele från Dindymusberget", vilket är omtvistat.

## Historia
Det Didymaion, som grundades på 500-talet f.Kr. till Apollons ära, omfattade hela sin föregångare, som arkeologer har identifierat. Dess skattkammare ökades på genom gåvor från Krösus.
Innan den förstördes av perserna 494 f.Kr. administrerades Didymas helgedom av Branchidaeätten, som sade sig härstamma från Branchos, en ungdom älskad av Apollon. Prästinnan, som satt ovanför den heliga källan, lämnade yttranden, som tolkades av Branchidaerna. Både Herodotos och Pausanias daterade oraklets i Didyma ursprung till innan den joniska kolonisationen av kusten. Branchidaerna förvisades av den persiske kungen Dareios I, som lät bränna templet 493 f.Kr. och till Ekbatana förde bort den archaiska bronsstatyn av Apollon, enligt traditionen gjord av Kanachos från Sikyon på 500-talet f.Kr.; källan torkade ut, rapporterades det, och det archaiska oraklet tystnade. Även om helgedomarna i Delfi och Efesos snabbt återupbyggdes förblev Didyma en ruin tills de första stegen mot återuppbyggnad togs 334 f.Kr. Kallisthenes, en av Alexander den stores hovhistoriker, rapporterade att källan åter spirade upp efter att Alexander hade passerat platsen, men oraklets "personal" och traditioner var helt försvunna. Inskriptioner, inklusive frågor och svar, och skriftliga vittnesbörd avslutar Didymas roll som orakel med den "grymma epilogen" att Apollon skall ha sanktionerat Diocletianus förföljelse av kristna, ända tills templen stängdes under Theodosius I.

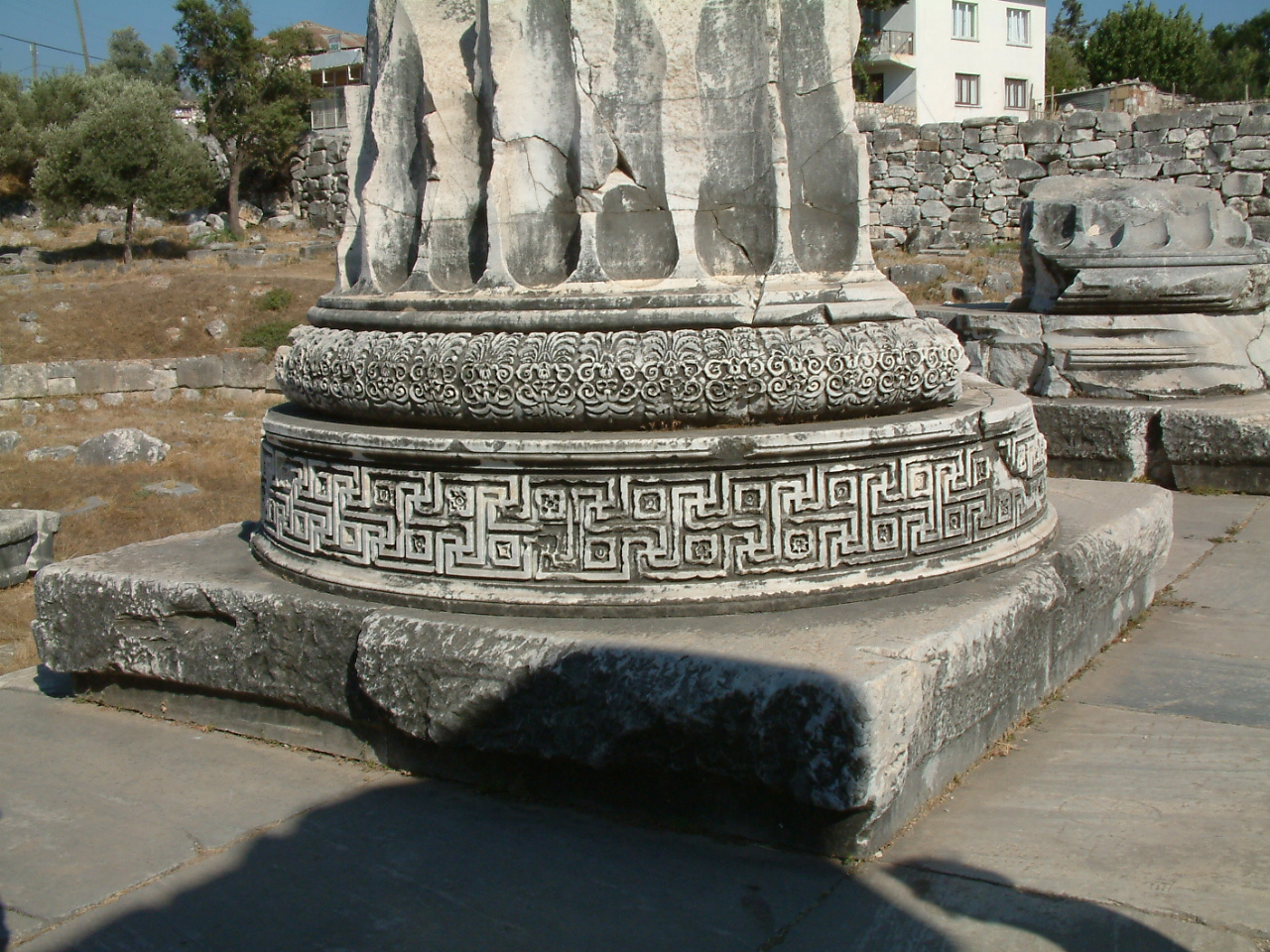
Arkitektur från återuppbyggnaden på 200-talet f.Kr.

Efter att han hade erövrat platsen 334 f.Kr. återhelgade Alexander den store oraklet, men lade dess administration i stadens händer, där en bestämmande präst valdes varje år. Omkring 300 f.Kr. återförde Seleukos I Nikator bronskultbilderna till staden och milesarna började bygga ett nytt tempel, som, om det hade blivit färdigställt, hade varit det största i hela den hellenistiska världen. Vitruvius nedtecknade en sägen om att arkitekterna skulle ha varit Paioneios från Efesos, som Vitruvius säger lät återuppbygga Artemistemplet där, och Dafnis från Miletos. Det peripteriska templet omgavs av dubbla rader av joniska pelare. Med en pronaos i tre rader och fyra kolumner passerade en besökare genom en ansad lund av pelare. Dörren in till cellan ersattes av en tom vägg med en stor öppning ovantill, genom vilken man kunde skymta naiskos på den inre "borggården" (adyton). Ingångsvägen gick genom två sluttande passager, byggda i murarna, genom vilka man kom till den inre gården, utan tak men avskärmad från omvärlden genom cellans höga murar; därinne fanns källan, naiskos — som var ett litet tempel i sig, inom vars egna små cella stod bronskultbilden av guden — och en liten lund med lagrar, helgade åt Apollon. Cellans inre murar hölls uppe av väggpelare, som stod på en manshög (1,94 meter) bas. Om man sedan vände tillbaka igen såg man en monumental trappa, som ledde till tre öppningar till samma rum, vars tak hölls uppe av två pelare i mitten. Oraklets procedur, så väldokumenterad i Delfi, är okänd i Didyma och kan möjligen rekonstrueras utifrån templets konstruktion, men det verkar som om flera saker nu kopierades från Delfi: en prästinna och svar som avlämnades på klassisk hexameter. I Delfi skrevs ingenting ner; i Didyma, skrevs frågor och svar ner; en liten byggnad, Chresmografion användes till detta; den togs bort under den kristna perioden.
Den årliga festival, som hölls på platsen under Miletos beskydd, var Didymeia; den blev en panhellenistisk festival i början av 100-talet f.Kr. Tyska utgrävningar mellan 1905 och 1930 frilade hela det nya, ofullständiga templet och några skurna fragment, som tillhörde det tidigare templet och några statyer.
Pausanias besökte Didyma under 100-talet e.Kr..
Plinius den äldre rapporterade att man dyrkade Apollon Didymiae, Apollon av Didymus, i Centralasien, fört till Sogdiana av en av Seleukos och Antiochos generaler och vars altare fortfarande kunde beskådas av Plinius korrespondenter. Inskriptioner på amforor hittades i Dilbergin.

## Fotnoter
1. ↑   Didim ligger nära den nuvarande byn Yeni Hisar (Yoran) nära staden Söke i provinsen Aydın.
2. ↑  Fontenrose 1932:245 demonstrerar att en "Zeus Didymeus" som en gång har omnämnts, av Nikandros, faktiskt är ett fantasiväsen främst grundat på geografiskt epitet; den Zeus som hedrades vid Didyma, men inte i själva Didymaion, var faktiskt Zeus Soter, "Zeus Frälsaren".
3. ↑  Parke 1986.
4. ↑   Didyma är besläktat med Idyna, Cibyma, Olymos, Loryma, Sidyma noterade Joseph Eddy Fontenrose i "Zeus Didymaeus" Transactions and Proceedings of the American Philological Association 63 (1932, pp. 245-255) p 251.
5. ↑  Wilamowitz-Moellendorff, "Die Herkunft am Magneten-um-Maeander" Hermes 30 (1895), p 181, med ledning av ett förslag av Strabon att magnesierna kom från regionen runt Didymaberget i Thessalien och i sitt nya hem reste ett tempel åt Dindymene, "Gudarnas moder", det vill säga Kybele.
6. ↑  Strabon, 634.
7. ↑  Historier 1.157.3.
8. ↑  Pausanias, 2.10.5.
9. ↑  Parke rapporterar att adyton vanligtvis är torr idag.
10. ↑  H. W. Parke, "The Temple of Apollo at Didyma: The Building and Its Function" The Journal of Hellenic Studies 106 (1986, pp. 121-131) p 123.
11. ↑  Robert Parker, citerande Fontenrose 1988 i The Classical Review New Series 39.2 (1989), p 270.
12. ↑  Pausanias (i.16.3, viii.46.3) nämner inget datum, men Seleukos tog kontrollen över Medien åren efter 312 f.Kr.
13. ↑  Denna beskrivning följer Parkes 1986:21-131.
14. ↑  Dess bakre mur separerade den från pronaos utanför.
15. ↑  Iamblychos profetis (i De mysteriis)
16. ↑  (Beskrivning av Grekland, 7.2.6
17. ↑  Plinius naturhistoria, 6.18
18. ↑  Hammond 1998